# نذير أحمد
نذير أحمد (1247 - 1320 هـ / 1831 - 1902 م) هو كاتب وشاعر، من أهل الهند.
هو نذير أحمد بن سعادت علي بن نجابت علي الأعظمبوري البجنوري الدهلوي. ولد في مدينة بجنور، قرأ على على نصر الله الخويشكي ثم انتقل إلى دهلي، وبها تعلم الإنكليزية. كان من دعاة واتباع حركة التجديد التي قاداها السيد أحمد خان.
من آثاره: نقل بعض معاني القرآن إلى اللغة الأوردية، ورواية باسم «التوبة» - ترجمة: سمير عبد الحميد إبراهيم - المجلس الأعلى للثقافة - القاهرة 2004 م ورواية «مرآة العروس» ترجمة: جلال السعيد الحفناوي - المجلس الأعلى للثقافة - القاهرة 2005 م.